# 马蒂耶维奇山丘
马蒂耶维奇山丘（Matijevic Hill）是火星珍珠湾区内，位于奋进陨击坑西侧边缘约克角上的一座小山丘，它由机遇号火星漫游车所发现，2012年9月28日美国宇航局以工程师雅各布·杰克·马蒂耶维奇(1947年-2012年)之名对它予以了命名。马蒂耶维奇山丘的大致坐标为： 2°13′45″S 5°21′02″W / 2.22923°S 5.35068°W。
该小山丘包括一块称为“柯克伍德”（Kirkwood）的岩石露头，机遇号在那里发现了大量小球状特征，该地区还包含一片从轨道上观测到的粘土区。

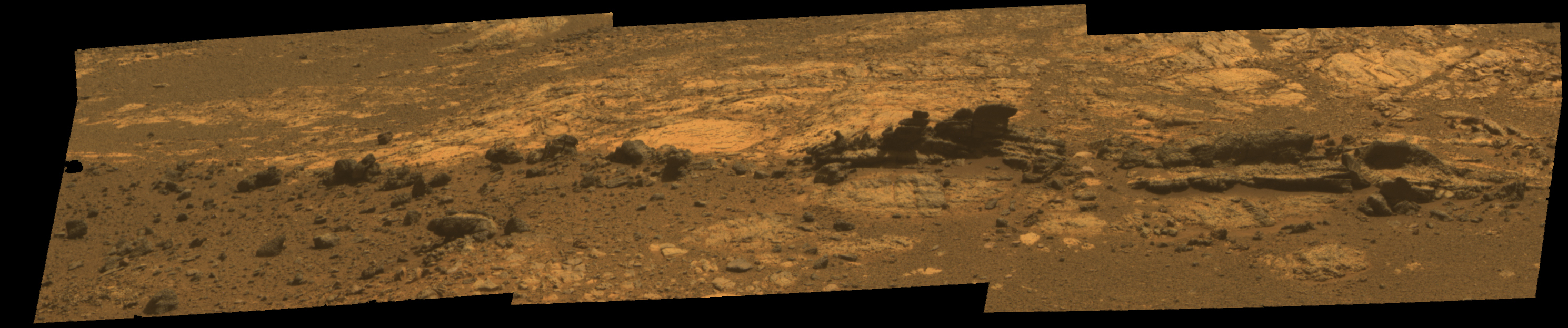
火星坚忍撞击坑附近的马蒂耶维奇山丘(三维图像)。

## 另请查看
- 火星成分
- 火星地理
- 杰克·马蒂耶维奇岩石
- 火星岩石列表
- 勇气号和机遇号探访过的火星表面特征